# Hymenochaete nanospora
Hymenochaete nanospora är en svampart som beskrevs av J.C. Léger 1983. Hymenochaete nanospora ingår i släktet Hymenochaete och familjen Hymenochaetaceae.   Inga underarter finns listade i Catalogue of Life.